# Aunou-sur-Orne
Aunou-sur-Orne település Franciaországban, Orne megyében. Lakosainak száma 276 fő (2022. január 1.). Aunou-sur-Orne Boitron, Neauphe-sous-Essai, Saint-Léonard-des-Parcs, Sées, Trémont és Chailloué községekkel határos.

## Népesség
A település népességének változása:
| Lakosok száma | 272  | 275  | 277  | 266  | 265  | 262  | 261  | 268  | 276  |
|               | 2013 | 2015 | 2016 | 2017 | 2018 | 2019 | 2020 | 2021 | 2022 |